# Tsuchinoko

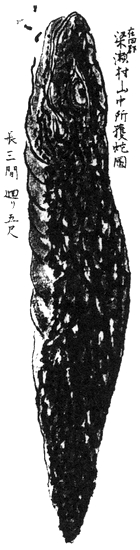
Tsuchinoko

El Tsuchinoko (ツチノコ o 槌の子, literalmente traducido como "hijo de martillo") es un yōkai de la cultura japonesa. El nombre Tsuchinoko es usado frecuentemente en el oeste de Japón; en el noreste la criatura se conoce como Bachi hebi (バチヘビ?, literalmente Serpiente mielera).
De acuerdo con la leyenda, el Tsuchinoko se describe con un aproximado de 30 y 80 centímetros de largo, similar en apariencia a una serpiente, pero con un grosor central mucho más ancho que su cabeza o cola. Posee colmillos venenosos similares a los de una víbora. Algunos relatos aseguran que el animal mitológico es capaz de saltar hasta un metro de distancia y que emite un desagradable sonido.
Se dice popularmente que algunos Tsuchinoko tienen la capacidad de hablar y una propensión a la mentira. También se ha llegado a escribir que tiene un gusto por el alcohol. En ocasiones se traga su propia cola para que pueda rodar como un aro. En general y según la tradición, se refiere al Tsuchinoko como una criatura pacífica y solitaria.
Las agencias de viajes japonesas con frecuencia organizan cacerías de Tsuchinoko en las zonas rurales para atraer visitantes, prometiendo grandes sumas de dinero a cualquier afortunado capaz de capturar uno.

## Cultura popular
En el anime Katekyō Hitman Reborn! aparece un Tsuchinoko en unas cajas de arma.
En el anime y en la serie de videojuegos Pokémon, el aspecto del Pokémon número 206, Dunsparce, está basado en las descripciones del Tsuchinoko.
En el videojuego Metal Gear Solid 3 aparece la serpiente Tsuchinoko como una de las 48 formas de vida que pueden verse y/o capturarse en los múltiples paisajes por los cuales se avanza con Naked Snake. Se trata de la especie más difícil de localizar y en PlayStation Network su captura está estrechamente ligada a los trofeos "Believe It or Not", y "King of the Jungle". Si se logra capturar y mantener la Tsuchinoko entre el equipaje hasta el final de juego, en la siguiente partida que el usuario comience, tendrá una pintura facial que le brindará munición infinita con todas las armas que utilice.
En el videojuego Forbidden Siren (PlayStation 2) se puede encontrar un "póster de recompensa" donde se ofrece un millón de yenes al que pueda encontrar una Tsuchinoko con vida. Se la describe como "entre 30 - 80 cm", de color cambiante "del negro manchado al marrón oscuro y gris", "estómago amarillo y lomo con manchas", "cuerpo en forma de botella de cerveza y cabeza triangular". Se habla sobre sus costumbres y habilidades tal y como especifica esta entrada de Wikipedia.
En la franquicia Yu-Gi-Oh! existen varias Cartas de Monstruo basadas en un Tsuchinoko, tales como "¿¡Peligro!? ¿Tsuchinoko?", "Tsuchinoko de Dientes Terrenales" (cuyo nombre original es simplemente "Tsuchinoko"). Por su parte, "El Fabuloso Nozoochee", cuyo nombre original es "Dios del Rugido Demoníaco Nozuchi", alude al nozuchi, yōkai al que se suele asimilar al tsuchinoko.
En el anime Doraemon, Nobita se encontró un Tsuchinoko.
En el anime de Konijiki no Gash Bell tratan de cazar uno en un episodio.
En el anime Blood Lad aparece un Tsuchinoko asado.
En el anime Mob Psycho 100 (capítulo 12), Mob y Reigen tratan de cazar un Tsuchinoko. Como curiosidad, Reigen termina diciendo que esas cosas no existen, y al final pasan de uno.
En el anime Namiuchigiwa no Muromi San, una amiga de Muromi es un Tsuchinoko.
En la serie Touhou Project, Marisa Kirisame tomó a un Tsuchinoko como mascota en el capítulo 10 de Strange and Bright Nature Deity. Ella piensa que es demasiado lindo para exterminarlo, y no ve por qué un humano no puede tener a los youkai como mascotas.
En Castlevania: Aria of Sorrow aparece una Tsuchinoko en el salon de baile, justo después de vencer al jefe del área. Con su alma equipada, Soma puede comprar todos los objetos de la tienda a mitad de precio.
En la novela visual Rewrite, el Club de Ocultismo busca un Tsuchinoko en terreno escolar.
En el videojuego Yo-Kai Watch, los Yo-Kai Noko, Florinoko y Pandanoko están inspirados en Tsuchinokos.
Uno de los objetos coleccionables del videojuego Yomawari: Night Alone es un Tsuchinoko que se encuentra entre los matorrales, el cual la protagonista lo adopta como mascota.
En el anime Kemono Friends, aparece un personaje llamado Tsuchinoko .
En el anime 2x2 Shinobuden se comenta que se han encontrado una, pero no se muestra.
En el anime Space Dandy (capítulo 12), QT pesca un Tsuchinoko negro, que termina siendo un Camaleonino transformado. 
En el anime Saiki Kusuo No Ψ-Nan 2nd Season - 04.
En el anime Jashin-chan Dropkick, Jashin-chan busca, en una Máquina de Gacha de figuras de criaturas criptozoologicas, una figura de un tsuchinoko. Cerca de ella pasaba una real, pero ella prefería la figura, y la tsuchinoko real se aleja triste.
En el anime Shikanoko Nokonoko Koshitantan, Episodio 6, Shikanoko revela haber encontrado un Tsuchinoko enterrado tras haber excavado un agujero en el patio de la escuela, que se muestra como una pálida y flácida esfera con cuernos de ciervo, que emana una luz intensa y se alimenta de tiza, rechazando cualquier otra comida ofrecida.
En el anime Bocchi the Rock!, episodio 4, Hitori Gotoh (Bocchi-chan), tras sufrir una crisis nerviosa, se imagina a sí misma como un tsuchinoko.
En el manga CITY, Tatewaku y su equipo de fútbol encuentran uno y proceden a llevarlo con la Srta. Tanabe por una recompensa puesta por la captura de uno.